# Клавдій
Тибе́рій Кла́вдій Це́зар А́вгуст Герма́нік (лат. Tiberius Claudius Caesar Augustus Germanicus), уроджений Тиберій Клавдій Друз (лат. Tiberius Claudius Drusus), з 4 по 41 рр. — Тиберій Клавдій Нерон Германік (лат. Tiberius Claudius Nero Germanicus); 1 серпня 10 до н. е. — 13 жовтня 54) — римський імператор з династії Юліїв-Клавдіїв у 41–54 роках.
Також принцепс сенату, Великий понтифік (лат. Pontifex Maximus), трибун (лат. Tribuniciae potestatis), Батько Вітчизни (лат. Pater patriae) з січня 42 р., п'ятикратний консул (37, 42, 43, 47, 51 рр.), цензор (з 47 р.).

## Походження, сім'я і дитинство

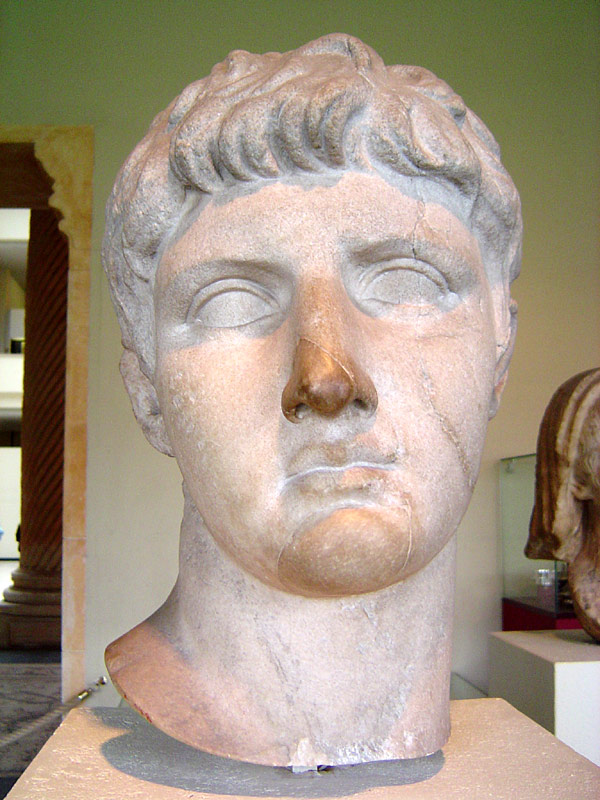
Батько Клавдія Друз Старший

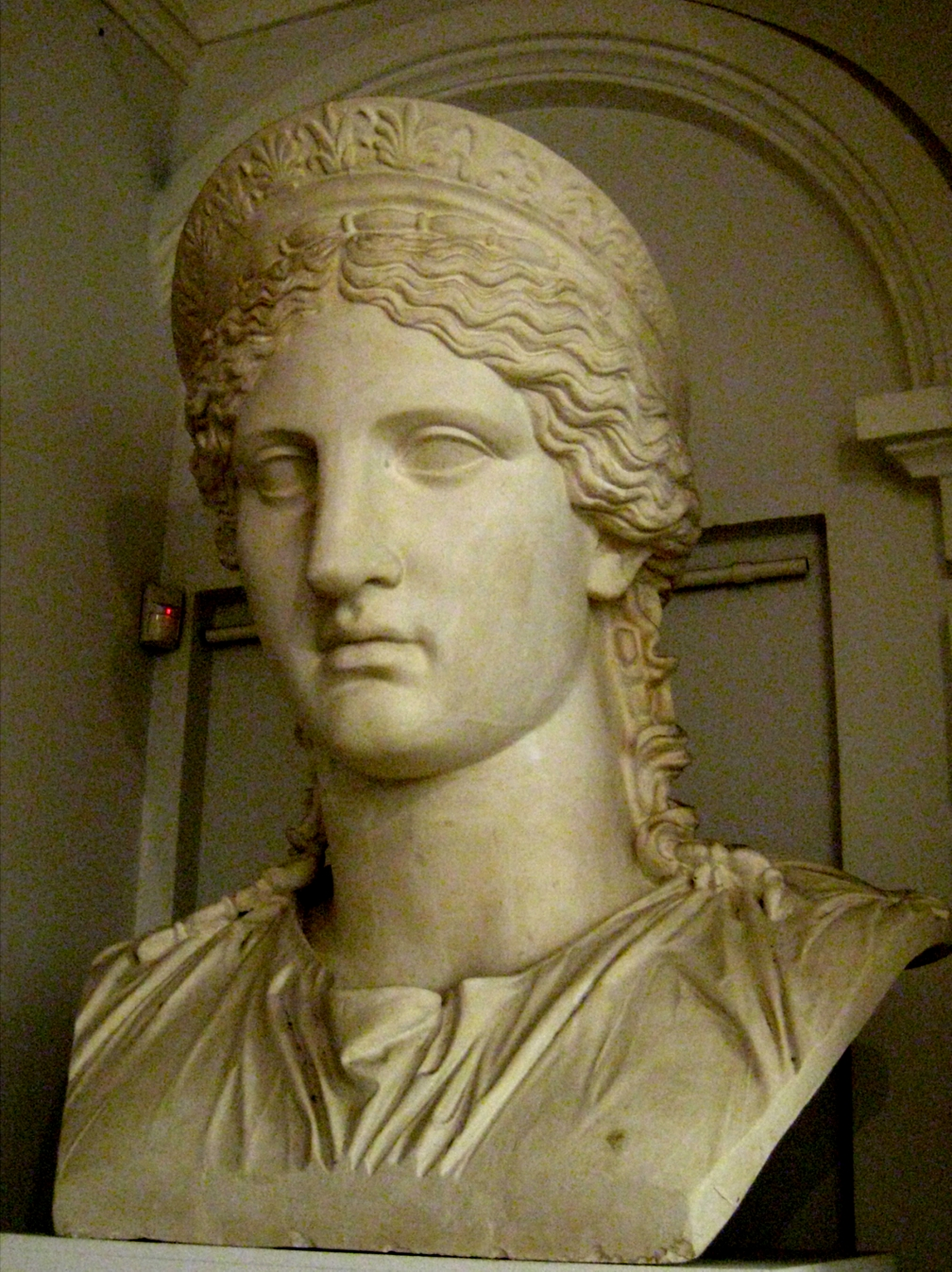
Мати Клавдія Антонія Молодша

Клавдій належав до патриціанського класу і одного з найдавніших римських родів Клавдіїв, народився у шлюбі Друза Старшого і Антонії Молодшої. Антонія була донькою Марка Антонія від сестри Октавіана Августа, Октавії Молодшої. А Друз Старший з Тиберієм були дітьми Лівії Друзілли від її першого шлюбу, яка потім стала дружиною Октавіана Августа.
При народженні отримав ім'я на честь свого дядька Тиберія — Тиберій Клавдій і когномен гілки свого батька — Друз.
Клавдій був третьою і наймолодшою дитиною у сім'ї: у нього були старший брат Германік, який народився у 15 до н. е. і сестра Лівілла, що народилася бл. 13 до н. е. Сам Клавдій народився в Луґдуні (сучасний Ліон, Франція), під час зустрічі Октавіана Августа з Тиберієм і Друзом у серпні 10 року до н. е. Там же у той же час перебувала дружина Друза, Антонія Молодша, яка й народила хлопчика. Дитина народилася слабкою і хворобливою. Після ранньої смерті батька (9 до н. е.) жив та виховувався під наглядом матері Антонії, яка не любила його і відгукувалася про нього досить невтішно:
|  | Людина, яку природа тільки почала створювати, але не закінчила. |

Антонія не приховувала свого презирства до сина і з дитинства насміхалася і глузувала з нього, часто принижувала, називала «виродком серед людей». Коли вона хотіла підкреслити чиюсь недалекоглядність, вона казала:
|  | Дурніший за мого Клавдія. |

Не краще до нього ставилися бабка і сестра.
У 2 році н. е. Октавіан Август всиновив дядька Клавдія, Тиберія; Тиберій за наказом Октавіана у 4 році всиновив Клавдієвого брата Германіка, таким чином, вони офіційно перейшли у рід Юліїв, а Клавдій фактично став головою фамілії гілки Друзів.
Під кінець свого правління Октавіан Август цілковито переконався, що Клавдія не можна розглядати як політичного діяча, хоча відзначав, що періодично в ньому проявляються задатки хорошого оратора і вченого, про що він писав у кількох листах до Лівії Друзілли.
|  | Хоч убий, я сам здивований, люба Лівіє, що декламація твого онука Тиберія [Клавдія] мені сподобалася. Не можу зрозуміти, як він міг, декламуючи, казати все, що треба, і так зв'язно, якщо зазвичай говорить настільки незв'язно. |

Втім, у своєму заповіті Октавіан згадує Клавдія серед спадкоємців третьої черги.

## Небіж імператора (За правління Тиберія 14–37 роки н.е.)
Наступний імператор Тиберій, як і Октавіан Август, вважав Клавдія зовсім нікчемним, і теж намагався тримати його якомога далі від політики. У 14 році, після смерті Августа, Клавдій кілька разів просив у Тиберія дозволу зайняти яку-небудь посаду, аби розпочати свій cursus honorum, але все, чого він домігся — консульська відзнака без права виконувати обов'язки консула і право бути присутнім у сенаті. Поміркувавши, що наступні спроби можуть погіршити його становище, Клавдій віддалився на свою віллу в Кампанії, де проводив більшу частину свого часу і займався науковою діяльністю. В його римському домі жила його мати Антонія, з якою в нього зберігалися досить прохолодні стосунки і з'являвся він там зрідка.
Ще за Августа, 11 року н. е., одружився з Плавцією Ургуланіллою, патриціанкою, донькою тріумфатора Марка Плавція Сильвана і онукою Ургуланії, близької подруги Лівії. Незабаром після весілля у подружжя народився син, Клавдій Друз, який помер у юному віці. Довгий час у подружжя більше не було дітей. Приблизно у 26 р. Клавдій розлучився з Ургуланіллою, звинувативши її у зраді з вільновідпущеником Ботером.
Через деякий час після розлучення Ургуланілла народила дівчинку, яка спочатку була визнана Клавдієм, прийнята в його дім та її почали годувати. Однак, через кілька днів, Клавдій відрікся від неї, наказавши покласти її на поріг дому Ургуланілли. Також Ургуланілла підозрювалася у вбивстві.
Після цього, в 28 р., Клавдій одружився з Елією Петиною, зведеною сестрою Луція Елія Сеяна. Цей шлюб був організований Сеяном і відбувся на вимогу Тиберія. Батьком Елії був Секст Елій Кат, з плебейської родини Еліїв Туберонів. У ранньому віці Елія залишилася сиротою і була усиновлена Луцієм Сеєм Страбоном, батьком Сеяна.
У 30 році у подружжя народилася донька Клавдія Антонія.
У жовтні 31 року було викрито заколот Луція Елія Сеяна і, за наказом Тиберія, було вбито Лівіллу, що була близька з Сеяном. А Лівілла була сестрою Клавдія, і останній, злякавшись родинних зв'язків із заколотниками, розлучився з Елією. Хоча багато істориків вважають, що причиною розлучення стало те, що шлюб із самого початку був фіктивним і Елія дратувала Клавдія своїми примхами.
Після повалення Сеяна Клавдій знову був обраний головою посольства вершників до консулів, приносив вітання Тиберію. Попри ставлення до нього імператора, користувався повагою сенату і вершників — при його появі останні завжди вставали, а сенатори прирахували його до жерців Августа понад встановлену кількість жерців. Також сенат намагався прирівняти його в правах до консулярів, однак Тиберій скасував цю постанову.
Перед смертю імператор Тиберій у своєму заповіті включив Клавдія у спадкоємці третьої черги і залишив йому спадок у два мільйони сестерціїв, чим вказав на нього війську, сенату і римському народу, тим самим визнавши його членом імператорської родини, хоча Клавдій і не був офіційно усиновлений родиною Юліїв.

## Наукова діяльність

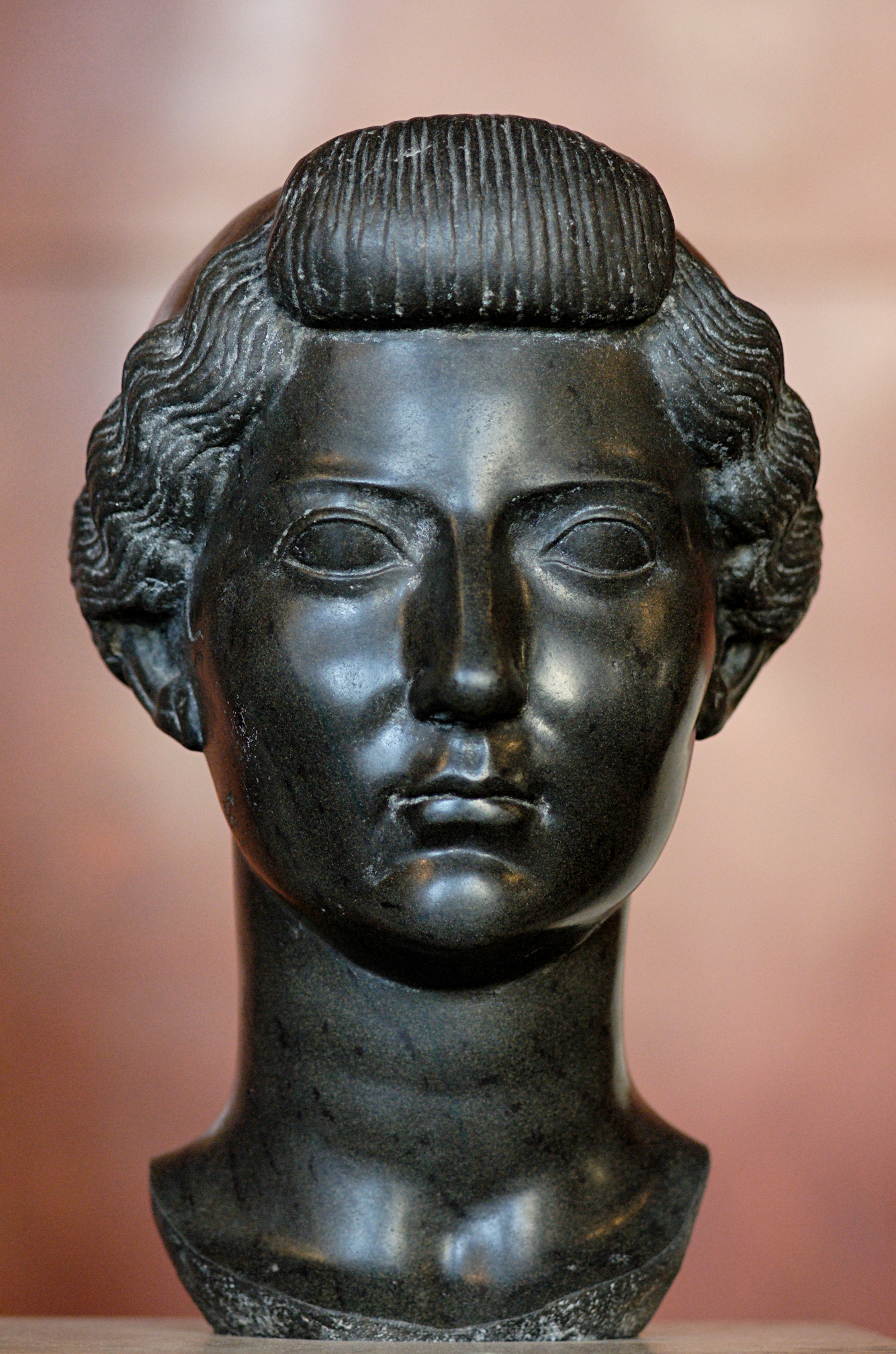
Бабця Клавдія Лівія Друзілла

Ще у юні роки хлопець серйозно захопився історією і почав писати наукові праці під керівництвом своїх наставників Тита Лівія, Сульпіція Флава і Афінодора Кананіта.
Свою першу велику наукову роботу «Історія громадянських воєн» Клавдій почав ще за Октавіана Августа. Однак, у своїй праці він досить критично відгукувався про дії Августа і досить добре — про республіканців та свого діда, Марка Антонія. Мати Антонія і бабця Лівія Друзілла не дозволили молодому Клавдію далі займатися «громадянськими війнами».
Тоді Клавдій перевів увагу на інші теми, віддаленіші за часом і менш небезпечні: «Історія Карфагену» та «Римська історія», які йому допомагав писати Сульпіцій Флав.
Скептицизм Октавіана і пряма відмова Тиберія у можливості побудови політичної кар'єри, не залишили йому вибору і він у 14–37 роках жив як приватна особа у своїй віллі в Кампанії, де проводив час зі своїми вчителями в забавках та пияцтві. Там же він продовжив серйозно займатися науковою працею. Серед його творів було і напівжартівливе повчання з гри в кості, яку він дуже любив.

Клавдієві літери

Відома матрона і бабця його першої дружини Ургуланія, яка була етрускою, сприяла появі зацікавленості у Клавдія етруською історією та мовою. Власне, основними його працями були велика «Історія етрусків» в 20-ти книгах, до якої він склав словник етруської мови, тоді вже практично забутої в Римі, та «Історія Карфагену» у 8-ми книгах.
На жаль, жодна з його праць до нашого часу не збереглася. Все враження про них можна скласти лише за невеликими цитатами, що зустрічаються у Плінія в його «Природничій історії».
Пізніше, ставши імператором, Клавдій спробував змінити латинську абетку: він вніс до абетки три нові літери, які дістали назву «Клавдієвих літер». У широкий вжиток вони не потрапили. Форми знаків, імовірно, були вибрані так, аби було зрозуміло їхнє значення; вони складалися за зразком існуючих літер. Літери використовувалися тільки в період правління Клавдія (41–54 рр.), а після його смерті від них відмовилися.

## Дядько Клавдій
У 37 році, після смерті Тиберія, з приходом до влади небожа Клавдія, Гая Калігули, почалася його політична кар'єра. Калігула призначив Клавдія виконувати замість себе консульські обов'язки. Кілька разів він підміняв Калігулу на публічних святкуваннях, де народ усіляко вітав його.
В тому ж році, чи на початку 38 року, Калігула одружив Клавдія з Мессаліною, донькою Марка Валерія Мессали Барбата, консула 20 р., який походив із патриціанської родини Валеріїв, і Доміції Лепіди Молодшої, доньці Луція Доміція Агенобарба, консула 16 р. до н. е., і Антонії Старшої.
Ім'я Мессаліни, завдяки античним історикам, стало узагальненим при описуванні розпусних жінок. Загалом її поведінку характеризують як образливу і ганебну, а саму її як жорстоку, скупу і нерозумну німфоманку. Найчастіше її згадують Тацит і Светоній у своїх працях. Сексуальний апетит Мессаліни вражав навіть бувалу римську громадськість. Пересічних громадян більш за все обурювало, що Мессаліна, втративши цноту у віці 13 років, виставляла свою розпусту напоказ, пишаючись нею.
Близько 40 року Мессаліна народила від нього доньку, Клавдію Октавію, а в 41 році — сина та спадкоємця, якому Клавдій дав когномен Британнік, на честь походу до Британії, який в той час планувався.
Незабаром Калігула виказав свій справжній характер. Клавдій вже не міг від'їхати до Кампанії, оскільки Калігула утримував його коло себе, а при дворі часто ставав об'єктом злих жартів, необґрунтованих звинувачень і цькування. Більше того, життя його неодноразово висіло на волосині, особливо після викриття заколоту Лепіда. Клавдій виїхав з Риму з вітаннями імператору, але той розгнівався, що Сенат прислав до нього дядька, як до хлопчика, і скинув Клавдія в одязі в ріку.
Клавдій супроводжував Калігулу в його германському поході. Після повернення імператор запропонував Клавдію купити посаду жерця при своєму культі чи то за 8, чи то за 10 мільйонів сестерціїв під заклад майна. Зрозуміло, що закладене майно викупити назад не вдалося.
З того часу в Клавдія залишився лише невеликий будинок в Римі. Калігула продовжував тримати його при собі, переважно для принижень. Навіть в Сенаті йому дозволялося голосувати останнім, після нововведених до сенату членів. Перебуваючи у постійному страху, Клавдій багато хворів, і став погано виглядати.

## Січень 41 року

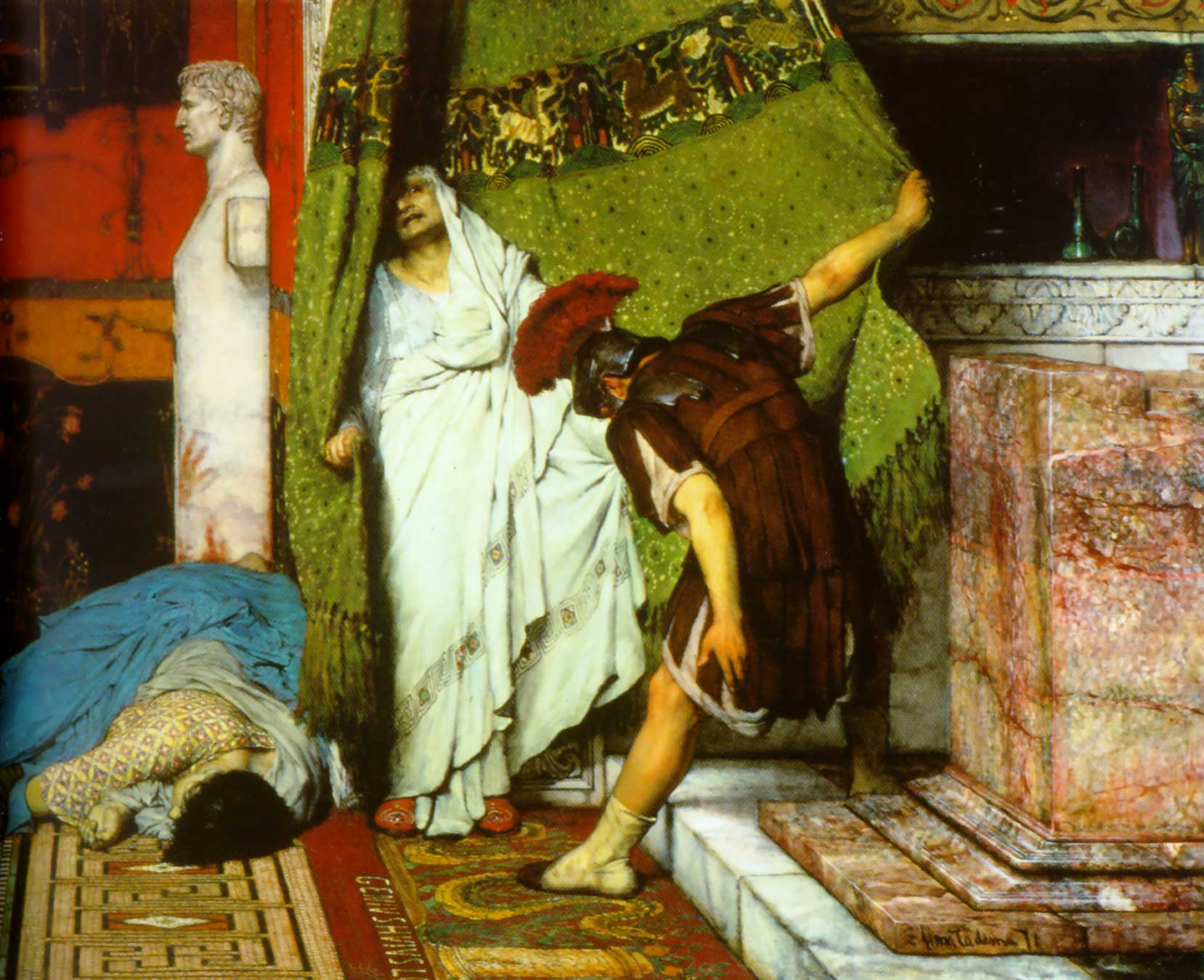
Грат проголошує Клавдія імператором. Фрагмент картини Лоуренса Альма-Тадеми. Полотно, олія, пр. 1871.

До 41 року поведінка Калігули не залишала сумнівів у його неадекватності. Імператор оголосив себе богом, намагався воювати з Юпітером і Нептуном, тероризував близьких і Сенат, наносив їм публічні образи. Все це стало причиною заколоту, в який були втягнуті деякі сенатори і кілька офіцерів преторіанської гвардії.
Приведення заколоту у виконання було намічене на останній день Палатинських ігор. Однією з ключових фігур заколоту був Кассій Херея, один з офіцерів преторіанської гвардії. Коли Калігула вийшов з театру, заколотники відтіснили від нього натовп і охоронців, і забили його мечами та кинджалами. Клавдій, почувши шум боротьби, сховався у сонячній галереї палацу, за фіранкою.
Пробігаючи палацом, солдат на ім'я Грат виявив його за фіранкою і, припавши до його ніг, привітав титулом імператора і відвів до своїх товаришів, які, виконавши свій план, не знали, що робити далі.
Преторіанці віднесли Клавдія в свій табір, протиставивши його фігуру Сенату, який бажав проголосити республіку. Сенатори зібралися на Капітолії, народ юрмився на Форумі. До Клавдія сенат скерував трибунів Веранія та Брокха: вони закликали його підкоритися волі сенату і погрожували йому участю Калігули; але, побачивши масу війська, що оточувало Клавдія, почали просити його хоча б прийняти владу з рук Сенату.
Вранці, побачивши, що в Сенаті почалися суперечки за владу між Валерієм Азіатиком і Марком Вініцієм, народ, в тривозі перед засиллям аристократії, почав вимагати єдиновладного імператора. Кассій Херея, очоливши тієї ночі когорти міської варти, не зміг утримати їх від переходу на бік преторіанців.
Дізнавшись про це, Клавдій прийняв присягу від преторіанців, для вірності пообіцявши їм по 15 000 сестерціїв, і став таким чином, першим з цезарів, які купили владу за гроші. Сенату нічого не залишалось, окрім як підтвердити повноваження нового імператора.

## Прихід до влади
Клавдія ніхто і ніколи не готував до виконання ним обов'язків правителя. Однак його заняття історією і риторикою в дитинстві та юнацтві, спілкування з видатними умами того часу і історичні приклади правителів, про які він був прекрасно обізнаний, зробили з нього імператора, який прийшов до влади випадково, але за час свого правління повністю зосередив її в своїх руках, виграв кілька воєнних кампаній, досить суттєво розширив кордони Римської імперії, і став другим, з часів Августа, правителем, якого після смерті було канонізовано.
Правління своє він розпочав зі страти заколотників, що безпосередньо брали участь у вбивстві Калігули — Хереї, Лупа та Сабіна. Після цього він наказав забути все, що було сказано і зроблено в дні перевороту, і сам неухильно дотримувався цього правила.
Також Клавдій віддав божу шану Лівії Друзіллі, рівну тій, яка була у Августа. Усіх інших незаслужено забутих і оббреханих за правління Калігули родичів, живих і мертвих, він реабілітував і виказав їм різноманітні почесті. Ті, хто відбував покарання, були визволені з в'язниць і повернені з вигнань. Усі накази Калігули було скасовано, однак день свого приходу до влади Клавдій вважав днем загибелі свого попередника, і святкування в цей день заборонив.

## Централізація влади

### Секретаріат
У перші роки свого правління Клавдій організував імператорський секретаріат, в якому створив чотири колегії, на чолі яких поставив вірних йому вільновідпущенників. Це було викликане стосунками між імператором і нобілітетом, в тому числі і Сенатом. Клавдій просто не міг довіряти вихідцям з вищих римських верств.
Колегії очолили: Тиберій Клавдій Нарцисс отримав посаду секретаря (відповідального за кореспонденцію), Марк Антоній Паллас обійняв посаду скарбника; Гай Юлій Калліст очолив колегію науки та юстиції; а за все інше відповідав Гай Юлій Полібій. Як видно за іменами, лише Нарцисс був вільновідпущенником самого Клавдія, Калліст і Полібій здобули волю за часів правління Калігули, а Паллас належав Антонії Молодшій і був звільнений ще за часів Тиберія.
Це рішення дозволило Клавдію за короткий час укріпити свою владу, незважаючи на протидію сенаторів, незадоволених таким станом речей. В руках відданих імператору людей опинилися гроші, юриспруденція, законодавство, армія. Саме вони радили Клавдію тих чи інших людей на посади легатів легіонів, саме їм Клавдій зобов'язаний ідеєю переможного Британського походу, який значно збільшив його популярність і закріпив його положення.
Звичайно, що отримавши таку владу, усі четверо використовували її не тільки на благо держави, але й для особистого збагачення. Згідно з Плінієм, деякі з них були багатші за самого Красса, найбагатшого з римлян, що жив за часів Юлія Цезаря

### Сенат
Оскільки, фактично, Клавдій прийшов до влади в обхід Сенату, в перші роки свого правління він намагався створити видимість того, що головним керівним органом в державі є Сенат, а він лише «перший серед рівних». Клавдій відмовився від усіх титулів і посад, окрім принцепса Сената і трибунської влади — основних для принципата. Інші титули, в тому числі імператора та Батька Вітчизни, він приймав протягом свого правління.
Перебуваючи в курії, Клавдій своєю поведінкою також показував себе рівним іншим. Слово він брав у порядку черговості, пропонуючи законопроєкти, сидів між консулами, за правом трибуна, а не на височині, як принцепс або імператор. Бажаючи задобрити сенат, він дозволив Сенату, уперше з часів Августа, карбувати власну бронзову монету, а також передав під сенатське управління дві імператорські провінції — Македонію та Ахею. Усім цим він за короткий термін досяг поваги та прихильності як сенату, так і всього народу.
Однак це не відгородило його від численних заколотів і замахів, в яких брали участь також і сенатори. Крім того, відчувши відносну свободу, Сенат затягував обговорення і прийняття різних законів та актів. Це спонукало імператора на проведення глибоких реформ в Сенаті.
В 47 році, разом з Луцієм Вітеллієм, імператор приймає на себе обов'язки цензора. Зі списку сенаторів безжалісно були викреслені ті, хто вже не відповідав сенатському цензу за статком. Для того, щоб вирівняти враження, були переглянуті і списки верстви вершників. Замість виключених, яким, втім, було обіцяно, що при виконанні умови по сенатському цензу в 900 000 сестерціїв їх знову з радістю приймуть до лав сенаторів, Клавдій ввів до Сенату представників італійського нобілітету, а також, вперше, представників галльських провінцій, що мали римське громадянство. Також, для того, щоб мати у своєму розпорядженні відданих йому людей, Клавдій надав статусу патриціїв кільком римським фаміліям.
Це викликало зрозумілий спротив Сенату, у зв'язку з чим, в 48 р., Клавдію довелося різко зменшити владу сенаторів. На цей час уже функціонував секретаріат, і імператор міг зосередити владу в своїх руках. Сенат обмежили в прийнятті фінансових рішень і карбуванні грошей, передавши це до відповідної колегії, відібрали також управління основним портом в Остії, направивши туди імператорського прокуратора. З цього часу будь-які спроби сенаторів протидіяти волі імператора жорстоко придушувалися, що призвело до чималих жертв серед нобілітету. За правління Клавдія було страчено 35 сенаторів і більш ніж 300 представників верстви вершників.